# Анджей Собчак
Анджей Станіслав Собчак (пол. Andrzej Stanisław Sobczak) (1950, Варшава) — польський дипломат. Генеральний Консул Республіки Польща в Одесі (2003—2006).

## Життєпис
Народився у 1950 році у Варшаві. У 1968—1972 роках навчався на факультеті права та адміністрації Варшавського університету, де у 1972 році здобув ступінь магістра права. У 2002 році навчався на Вищих курсах оборони Національного університету оборони. Володіє: англійською, болгарською та російською мовами.
1 вересня 1972 року розпочав свою професійну кар'єру в Міністерстві закордонних справ, обіймаючи посади стажиста, старшого діловода та радника департаменту з питань правових питань та договорів. З 1975 по 1980 роки перебував у неоплачуваній відпустці в Міністерстві закордонних справ. У 1975—1991 роках працював у штаб-квартирі Національної поліції у кримінальній службі, а потім у Національному бюро Інтерполу, яке він створював та організовував з нуля. Він звільнився зі служби в поліції на посаді старшого спеціаліста.
У 1991 році він повернувся на роботу в Міністерство закордонних справ на посаду радника міністра — начальника Департаменту захисту філій у Департаменті зв'язку. З 1999 року — обіймав такі посади: завідувач відділу в Управлінні Генерального директора, старший радник міністра — в.о. Заступника директора Бюро безпеки, в.о. Директора Бюро дипломатичної безпеки, будучи повноважним міністром закордонних справ щодо захисту секретної інформації. У 1974—1975 роках радник у польській делегації при Міжнародній комісії з контролю та нагляду у Південному В'єтнамі (Сайгон), у 1980 році юридичний та міжнародний радник командира польської військової частини при УНДОФ в Сирії, у 1994—1999 роках — радник у Посольстві Республіки Польща в Софії. У 2003—2006 роках — Генеральний консул Республіки Польща в Одесі (Україна).